# Zeferino dos Prazeres
Zeferino dos Prazeres (1960-2009) is een Santomees politicus.
Dos Prazeres was van 12 april 2002 tot 20 juni 2006 president van de autonome provincie Principe (República Autónoma de Príncipe) namens de Beweging voor de Bevrijding van Sao Tomé en Principe (Movimento de Libertação de São Tomé e Príncipe-Partido Social Democrata).
Damião Vaz d'Almeida (1995–2002) · Zeferino dos Prazeres (2002–2006) · João Paulo Cassandra (2006) · José Cassandra (2006–2020) · Filipe Nascimento (2020–)